# Kvarnatjärnarna
Kvarnatjärnarna är en sjö i Vilhelmina kommun i Lappland och ingår i Ångermanälvens huvudavrinningsområde. Sjön har en area på 0,0818 kvadratkilometer och ligger 418,1 meter över havet.

## Delavrinningsområde
Kvarnatjärnarna ingår i det delavrinningsområde (715949-157155) som SMHI kallar för Mynnar i Risån. Medelhöjden är 431 meter över havet och ytan är 35,54 kvadratkilometer. Det finns ett avrinningsområde uppströms, och räknas det in blir den ackumulerade arean 41,76 kvadratkilometer. Vattendraget som avvattnar avrinningsområdet har biflödesordning 4, vilket innebär att vattnet flödar genom totalt 4 vattendrag innan det når havet efter 310 kilometer. Avrinningsområdet består mestadels av skog (55 procent) och sankmarker (36 procent). Avrinningsområdet har 0,88 kvadratkilometer vattenytor vilket ger det en sjöprocent på 2,5 procent.